# Laveria

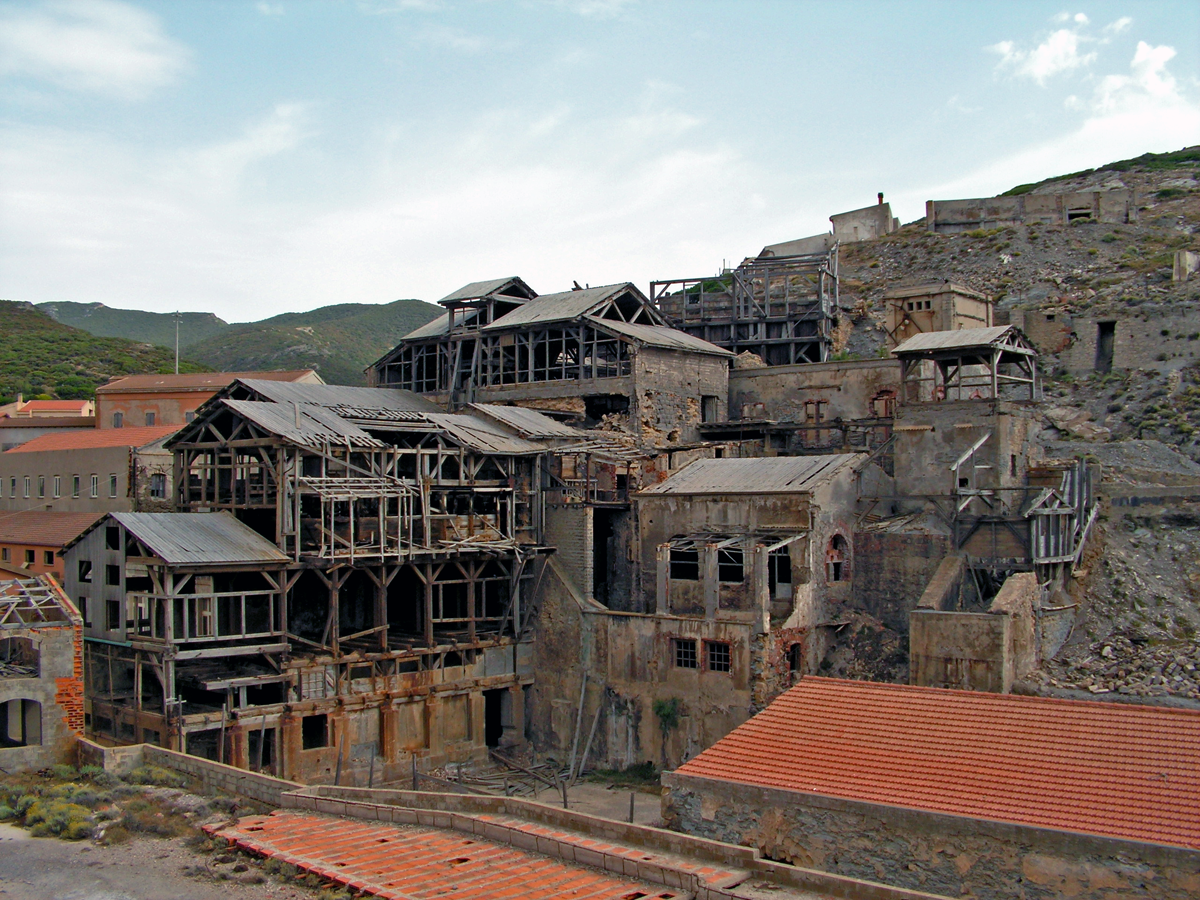
Ruderi dell'antica Laveria dell'Argentiera nel comune di Sassari. L'amministrazione comunale l'ha recuperata nel 2015 assieme al Pozzo Podestà.

La laveria è un opificio specializzato nella lavorazione del minerale grezzo estratto da una miniera, detto tout venant.
La lavorazione avviene attraverso processi differenti a seconda della natura e della consistenza del minerale: tale insieme di processi è detto arricchimento. Questi processi nel tempo hanno subito notevoli evoluzioni che hanno portato le laverie ad evolversi a loro volta.
Prima della comparsa di vere e proprie fabbriche specializzati, i minerali erano per lo più lavorati in strutture di fortuna, a volte veri e propri ripari, talvolta baracche costruite con legno o materiali più solidi, dove le lavorazioni erano effettuati con apparecchi ad azionamento manuale, come i crivelli.
Con il tempo si realizzarono strutture sempre più complesse e  mosse da macchine a vapore, nelle quali la lavorazione del minerale era assicurata da apparecchiature meccaniche gravimetriche, il funzionamento era basato cioè sul principio di gravità e sull'azione dell'acqua,
Prima dell'avvento della macchina a vapore, le più antiche laverie funzionavano per mezzo della forza motrice animale, o a quella dell'acqua di cascate o torrenti, azionante mulini ad acqua.
L'uso dell'acqua per l'operazione di arricchimento e per il funzionamento della macchina a vapore è perciò sempre stato indispensabile: questa necessità ha portato alla costruzione delle laverie nei pressi di fonti di approvvigionamento idrico, come fiumi e laghi, o alla realizzazione di bacini idrici artificiali.
Durante la prima metà del XX secolo, alle laverie di tipo gravimetrico si sono progressivamente sostituite quelle in cui il processo di arricchimento si basava sull'utilizzo di schiume chimiche: tale processo prende il nome di flottazione.